# Seznam poslanců Evropského parlamentu z Česka (2019–2024)
Toto je seznam poslanců Evropského parlamentu z České republiky 2019–2024.

## Výsledky voleb
| 6        | 4   | 3      | 3             | 2   | 2       | 1    |  |
| ANO 2011 | ODS | Piráti | STAN + TOP 09 | SPD | KDU-ČSL | KSČM |  |

## Seznam europoslanců
| Jméno               | Národní strana                       | Skupina v EP                       | Počet preferenčních hlasů | Poznámka                                 |
| ------------------- | ------------------------------------ | ---------------------------------- | ------------------------- | ---------------------------------------- |
| Dita Charanzová     | ANO 2011                             | Renew                              | 53 924 (10,73 %)          |                                          |
| Martina Dlabajová   | ANO 2011                             | Renew                              | 31 401 (6,25 %)           |                                          |
| Martin Hlaváček     | ANO 2011                             | Renew                              | 5 948 (1,18 %)            |                                          |
| Radka Maxová        | ANO 2011 (2019–2021), ČSSD (od 2021) | Renew (2019–2021), S & D (od 2021) | 11 286 (2,24 %)           | Přestup z hnutí ANO k ČSSD v březnu 2021 |
| Ondřej Knotek       | ANO 2011                             | Renew                              | 3 798 (0,75 %)            |                                          |
| Ondřej Kovařík      | ANO 2011                             | Renew                              | 6 867 (1,36 %)            |                                          |
| Jan Zahradil        | ODS                                  | ECR                                | 51 381 (14,89 %)          |                                          |
| Alexandr Vondra     | ODS                                  | ECR                                | 29 536 (8,56 %)           |                                          |
| Evžen Tošenovský    | ODS                                  | ECR                                | 25 644 (7,43 %)           |                                          |
| Veronika Vrecionová | ODS                                  | ECR                                | 8 460 (2,45 %)            |                                          |
| Marcel Kolaja       | Piráti                               | Zelení/ESA                         | 15 398 (4,65 %)           |                                          |
| Markéta Gregorová   | Piráti                               | Zelení/ESA                         | 14 158 (4,27 %)           |                                          |
| Mikuláš Peksa       | Piráti                               | Zelení/ESA                         | 9 594 (2,89 %)            |                                          |
| Luděk Niedermayer   | STAN, TOP 09 s regionálními partnery | EPP                                | 67 430 (24,41 %)          |                                          |
| Jiří Pospíšil       | STAN, TOP 09 s regionálními partnery | EPP                                | 37 231 (13,47 %)          |                                          |
| Stanislav Polčák    | STAN, TOP 09 s regionálními partnery | EPP                                | 25 352 (9,17 %)           |                                          |
| Hynek Blaško        | SPD (2019–2022), nezávislý (od 2022) | ID                                 | 47 505 (21,92 %)          | Vystoupení z hnutí SPD v září 2022       |
| Ivan David          | SPD                                  | ID                                 | 33 055 (15,25 %)          |                                          |
| Tomáš Zdechovský    | KDU-ČSL                              | EPP                                | 24 823 (14,45 %)          |                                          |
| Michaela Šojdrová   | KDU-ČSL                              | EPP                                | 22 649 (13,18 %)          |                                          |
| Kateřina Konečná    | KSČM                                 | GUE/NGL                            | 38 650 (23,47 %)          |                                          |